# Metagonia globulosa
Metagonia globulosa là một loài nhện trong họ Pholcidae. Loài này được phát hiện ở Peru và Bolivia.